# Haralambie Mihăescu
Haralambie Mihăescu (n. 7 februarie 1907, Udești, Suceava, Ducatul Bucovinei, Austro-Ungaria – d. 2 martie 1985, Iași) a fost un lingvist și filolog român, membru corespondent (1965) al Academiei Române.

## Biografie
Haralambie Mihăescu s-a născut la 7 februarie 1907, în comuna Udești, județul Suceava, într-o familie de țărani. Cursurile școlii primare le-a urmat în satul natal, apoi la Suceava unde a absolvit Liceul clasic „Ștefan cel Mare”, în 1928. A devenit student al Facultății de Litere și Filosofie, secția Filologie clasică, la Universitatea din Iași, a urmat, paralel, și cursurile secției de Filologie modernă, specialitatea Limba și literatura română. După examenul de licență în Filologie clasică din anul 1931, obținut cu mențiunea Magna cum laude, a lucrat la Biblioteca Centrală Universitară din Iași, dar în același an a obținut o bursă de studii la Școala Română din Roma. Aici, între anii 1931 – 1933, a făcut studii de latină populară și a redactat teza de doctorat, susținută la Universitatea din Iași, în 1936. Apoi, a fost numit profesor la Catedra de Limbi clasice a Universității „Al. I. Cuza, pe care a slujit-o între anii 1936 – 1950.
În domeniul cercetării, Haralambie Mihăescu a colaborat cu studii științifice la reviste de specialitate din țară și de peste hotare și a publicat volumele Leucip și Democrit, traducere și studiu introductiv (1941), Heraclit din Efes, traducere și studiu introductiv (1943), și altele. Ca o încununare a operei sale didactice și științifice de la Iași, a editat Istoria literaturii latine (1947), lucrare de referință în filologia clasică românească. Tot în perioada ieșeană a studiat, între 1938 – 1939, la Școala Română de la Fontenay-aux-Roses, lângă Paris, iar între 1943 – 1945, a ocupat un post de lector de Limba română la Universitatea din Frankfurt pe Main. Revenit la Iași, a fost numit, în 1946, șeful catedrei de Limbi clasice. Din motive politice, în anul 1950, a fost obligat să-și întrerupă cariera universitară. În anul 1957, a fost încadrat la Institutul de Lingvistică din București, iar în 1963 a fost numit șef de sector la Institutul de Studii Sud-Est Europene din Capitală. Pentru meritele sale științifice, prof. univ. dr. Haralambie Mihăescu a fost ales, la 3 februarie 1965, membru corespondent al Academiei Române. A fost, de asemenea, membru al Societății de Lingvistică din Paris. Din perioada petrecută la București, se remarcă volumele: Limba latină în provinciile dunărene ale Imperiului roman (1960), Influența grecească asupra limbii române până în secolul al XV-lea (1966). Academicianul Haralambie Mihăescu a încetat din viață, în urmă cu un sfert de veac, la 28 februarie 1985, la Iași.

## Distincții
- Medalia Meritul Științific (25 decembrie 1967) „pentru merite deosebite în opera de construire a socialismului, cu prilejul celei de-a XX-a aniversări a proclamării Republicii”[2]